# Keio Flying Squadron 2
Pour les articles homonymes, voir KFS.
Keio Flying Squadron 2 ou KFS 2 (慶応遊撃隊 活劇編, Keiō Yūgekitai: Katsugeki-hen) est un jeu vidéo d'action mélangeant des séquences de plates-formes et de shoot 'em up, sorti exclusivement sur Saturn le 17 mai 1996 au Japon, puis en septembre 1996 en Europe. Le jeu a été développé et édité par Victor Entertainment. Il fait partie de la franchise Keio Flying Squadron, dont il constitue le deuxième épisode, succédant à Keio Flying Squadron, sorti sur Mega-CD en 1993.

## Histoire
Le démoniaque Dr Pon est de retour et menace de détruire la capitale Edo, aidé par des ratons laveurs déchaînés, des chiens fous et des cochons artilleurs. Rami décide de le combattre à nouveau. Accompagné de son fidèle dragon dénommé bouya.

## Système de jeu
Contrairement au premier épisode, lequel était un shoot 'em up à défilement horizontal, Keio Flying Squadron 2 mélange différents genres de jeu vidéo, passant du jeu de plates-formes au jeu d'action avec des phases de shoot 'em up.

## Développement

### Animation
Comme dans le premier épisode, les séquences animées du jeu ont été réalisées par le Studio Pierrot.

### Distribution

#### Voix japonaises
- Miho Kanno : Rami Nana-Hikari
- Mika Kanai : Spot Nana-Hikari et Himiko Yamatai
- Jōji Yanami : Dr Pon Eho et Grandpa
- Keiko Yamamoto : Grandma
- Kae Araki : Yōshiko Oroshiya et Funny Face #2
- Keiji Fujiwara : le premier sumotori, Funny Face #3, Benkei Musashibō et le cardinal Xavier
- Nobuo Tobita : les ratons laveurs, Yobidashi, le second sumotori, Funny Face #1, Mech-Shogun et Apocalypse's Heart
- Wataru Takagi : Toxic Waste Disposer et les ninjas
- Dai Sasahara : Musashi le champion de sumo
- Hikiko Takemasa : les hamsters et 3-Meter Alien

L'enregistrement a été effectué chez Avaco Creative Studios.

#### Voix anglaises
Source :  manuel d'instruction européen et IMDb
- Samantha Paris : Rami Nana-Hikari, Funny Face #1 et les hamsters
- Roger L. Jackson : Spot Nana-Hikari, Dr Pon Eho, Grandma, Grandpa, les ratons laveurs, les deux sumotoris, Musashi, Funny Face #3, les ninjas et Mech-Shogun
- Elaine A. Clark : Himiko Yamatai, Funny Face #2, 3-Meter Alien et Yōshiko Oroshiya
- Toby Gleason : Toxic Waste Disposer, Benkei Musashibō et Apocalypse's Heart
- Don Robins : le cardinal Xavier

La traduction a été réalisée par Watanabe-Robins and Associates ; l'enregistrement a été effectué à San Francisco chez Music Annex.

## Réception

### Accueil
Keio Flying Squadron 2 reçoit des notes plutôt positives. Joypad parle d'un jeu « bourré d'originalités en tout genre » qui « s'ouvre sur une intro "dessin animé" vraiment alléchante » et « intègre des effets spéciaux assez riches ». MEGA Force souligne « le fun et la gaieté de ses graphismes et de son animation », que « la maniabilité est excellente » mais qu'il « s'apparente plus à un jeu 16 bits que 32 bits » même s'il « ne manque pas de charme ». Ultra Player reconnaît que « KFS 2 a le mérite de ne pas connaître de temps mort. L'action est rapide, bien rythmée par une musique qui sait aussi devenir irritante. Les enchaînements entre les différents genres sont parfaits. ».
Au Royaume-Uni, Saturn Power qualifie le jeu de « bizarre », avec des graphismes « assez primitifs » mais reconnaît que « le gameplay est excellent ».

### Postérité
En février 1998, le magazine britannique Saturn Power dresse un « top 100 » des jeux Saturn européens et positionne Keio Flying Squadron 2 à la 90e place, derrière Space Hulk: Vengeance of the Blood Angels.